# Bete Mendes
Elizabeth Mendes de Oliveira (Santos, Brasil; 11 de mayo de 1949) es una actriz, y militante política brasileña. Estuvo casada con el actor y director Dennis Carvalho.
Hija del suboficial de la Fuerza Aérea Osmar Pires de Oliveira y Maria Mendes de Oliveira, se especializó en artes escénicas, USP, y no terminar el curso en Sociología, momento en el que se involucró en los movimientos de izquierda en la resistencia a la dictadura militar Brasil.
Presentado por primera vez en el teatro en 1968, la obra A Cozinha.

## Trabajos en la televisión
- 2013 - Flor do Caribe .... Olívia
- 2012 - Gabriela .... Florzinha Reis
- 2011 - Insensato Coração .... Zuleica Alencar
- 2009 - Caras & Bocas .... Piedade Batista
- 2008 - Casos e Acasos, O Colchão, a Mala e a Balada  .... Hilda
- 2008 - Casos e Acasos, O Parto, o Batom e o Passaporte
- 2007 - Sítio do Pica-Pau Amarelo .... Dona Benta
- 2006 - Páginas da Vida .... Irmã Natércia
- 2005 - Malhação .... Tia Filó
- 2005 - América .... Fátima
- 2004 - Seus Olhos .... Edite
- 2003 - A Casa das Sete Mulheres .... Dona Ana Joaquina
- 2000 - Aquarela do Brasil .... Olga
- 1999 - Terra Nostra .... Ana Esplendore
- 1998 - Brida .... Diva
- 1996 - Você Decide, Pobre Menina Rica
- 1996 - El rey del ganado .... Donana
- 1994 - Memorial de Maria Moura .... Mãe de Maria Moura
- 1994 - Pátria Minha .... Zuleica
- 1994 - Quatro por Quatro .... Fátima
- 1993 - Você Decide, Relação Delicada
- 1993 - O Mapa da Mina .... Carmem Rocha
- 1992 - Anos Rebeldes .... Carmem[3]
- 1992 - Você Decide, Romance Moderno
- 1990 - Lua Cheia de Amor .... Emília
- 1989 - Tieta .... Aída
- 1985 - De Quina pra Lua .... Patrícia
- 1985 - O Tempo e o Vento .... Maria Valéria Terra
- 1981 - Floradas na Serra .... Elza
- 1980 - Dulcinéa Vai à Guerra .... Jerusa
- 1980 - Pé de Vento .... Terezinha
- 1978 - Sinal de Alerta .... Vera
- 1977 - Sinhazinha Flô .... Flor
- 1976 - O Casarão .... Vânia
- 1975 - Bravo! .... Lia di Lorenzo
- 1974 - O Rebu .... Sílvia
- 1973 - Divinas & Maravilhosas .... Carolina
- 1973 - A Volta de Beto Rockfeller .... Renata
- 1972 - A Revolta dos Anjos .... Stela
- 1972 - Na Idade do Lobo .... Carina
- 1971 - Nossa Filha Gabriela .... Catarina
- 1970 - O Meu Pé de Laranja Lima .... Godóia
- 1970 - Simplesmente Maria .... Angélica
- 1969 - Super Plá .... Titina
- 1968 - Beto Rockfeller .... Renata
- 1966 - Águias de Fogo

### En el cine
- 1974 - As Delícias da Vida (presentando)[4]
- 1979 - Os Amantes da Chuva ... Isabel[5]
- 1980 - Insônia
- 1980 - J.S. Brown, o último herói
- 1981 - Eles não Usam Black-tie
- 2002 - A Cobra Fumou
- 2004 - Vestido de Noiva
- 2006 - Brasília 18%
- 2010 - Aparecida - O Milagre... Julia Resende

### En el teatro
- 1968 - A Cozinha